# Germaine Acogny
Germaine Acogny (Benín, 1944) es una bailarina y coreógrafa senegalesa. Es responsable del desarrollo de la "Danza Africana", así como de la creación de varias escuelas de danza en Francia y Senegal. Ha sido condecorada por ambos países con la Ordre des Arts et des Lettres en Francia y la de Knight of the Nacional Order of Lion.

## Biografía
Germaine Acogny nació en Benín en 1944. Su padre fue un funcionario senegalés descendiente del pueblo yoruba por parte de su abuela. A la edad de diez años, se trasladó con su familia a Dakar, Senegal, donde ella pasó el resto de su infancia. Tras mostrar una habilidad natural en el baile, decidió seguir esta carrera y se marchó a Francia para estudiar danza moderna y ballet, en la década de 1960.

### Trayectoria
A su regreso a Senegal comenzó a enseñar danza localmente, tanto en el ámbito privado como formando parte del sistema de educación secundaria local. Durante este período desarrolló un nuevo estilo, que más tarde llamaría "danza africana". Su coreografía del poema Femme Noir, Femme Nu, llamó la atención del entonces presidente Léopold Sédar Senghor de Senegal, quien tras darse cuenta de que tenían aspiraciones similares sobre la identidad y la cultura africanas, le facilitó el trabajo con el coreógrafo Maurice Béjart en Bruselas, Bélgica. En 1977 fundó la escuela de danza Mudra Afrique, con el apoyo de Senghor y Béjart.
Aunque, inicialmente, Béjart estableció el plan de estudios, que incluía las técnicas de danza moderna de Acogny, con el tiempo contrató a más profesores de danza de Estados Unidos e intentó hacerse cargo de la parte del plan de estudios que correspondía a Acogny. Ella se opuso a este cambio y reclamó que la nombraran directora única de la escuela. Béjart estuvo de acuerdo y Acogny pudo coordinar el trabajo de los profesores extranjeros con el suyo propio dentro de la escuela. Siguió desarrollando la danza africana como un híbrido continuo entre los estilos occidentales modernos y las técnicas africanas tradicionales. En 1980, escribió y publicó Danse Africaine (Danza africana), que marcó la pauta de la danza senegalesa. En 1982 dejó Mudra Afrique.
Tres años más tarde, fundó Studio Ecole Ballet Theatre, junto a su marido Helmut Vogt, en Toulouse, Francia. En 1995 regresó a Senegal y unos años después abrió allí la escuela de danza L'Ecole des Sables. Acogny involucró a los aldeanos locales en las actuaciones que desarrollaban en un estudio al aire libre con vistas al océano. Al mismo tiempo que abría la nueva escuela, comenzó a colaborar con coreógrafos extranjeros como Susanne Linke y Kota Yamasaki para desarrollar danzas de tres horas de duración, con su compañía Jant-Bi, para espectáculos nocturnos. Entre 1997 y 2000 fue directora artística de la sección de Danza de Afrique en Creation, con sede en París.
En 2021 Germaine Acogny es galardonada con el León de Oro de la Bienal de Venecia. Wayne McGregor, coreógrafo y director de la sección de danza resaltó la altísima calidad y máxima integridad del trabajo de Acogny y su papel fundamental en la formación de los jóvenes de todo el mundo.

## Premios
- Chevalier of the Orden del Mérito (Francia)[3]
- Officer of the Ordre des Arts et des Lettres (Francia)[3]
- Knight of the Orden Nacional del León (Senegal)[3]
- Premio a los artistas de la Fundación para las Artes Contemporáneas (2004)[5]
- León de Oro Bienal de Venecia (2021).[4]